# Дещенко Петро Петрович
Петро Петрович Дещенко (1884, Російська імперія — ?) — радянський діяч, член ВЦВК. Член Центральної контрольної комісії ВКП(б) у 1930—1934 роках.

## Життєпис
Народився в селянській родині. Працював у сільському господарстві.
У 1918—1920 роках — у радянському партизанському загоні в Сибіру. Учасник громадянської війни в Росії.
Член РКП(б) з 1920 року.
З 1920-х років — член правління сільськогосподарської комуни Славгородського округу Сибірського краю.
На 1931 рік — член Партійної колегії Хакаської обласної контрольної комісії ВКП(б).
Подальша доля невідома.